# Alistair Grant
Pour les articles homonymes, voir Grant.
Duncan Alistair Antoine Grant, né à Londres le 3 juin 1925 et mort à Londres le 12 avril 1997, est un peintre et graveur britannique.

## Biographie
Fils de Duncan Georges (pharmacien) et d'une mère française, il passe sa jeunesse à Étaples, dans le Pas-de-Calais.
Il épouse en 1949 Phyllis Fricker. De cette union est née Emma en 1954.
Il est professeur au Royal College of Art à Londres de 1955 à 1990 et assure notamment la direction du département « Gravures » (lithographie, etc.) de 1970 à 1990. Parallèlement à sa carrière de professeur, il est aussi un artiste reconnu internationalement : de nombreux musées à travers le monde possédant ses œuvres, dont la Tate (Londres), le Victoria and Albert Museum.

## Œuvres
- Bridge at Etaples, moonlight[6]
- Clair de lune à Étaples[7]
- Stella place[8]
- The bridge at Étaples [9]
- Fête Champêtre[10]
- 1972 - St Valery, galerie Tate à Londres[11]
- 1976 - Galopin II, galerie Tate à Londres[12]
- 1990 - Été à Boulogne-sur-Mer, musée du Touquet-Paris-Plage - Édouard Champion